# Phaeochroops curtulus
Phaeochroops curtulus là một loài bọ cánh cứng trong họ Hybosoridae. Loài này được Schmidt miêu tả khoa học năm 1912.